# Чаліставі
Чаліставі (груз. ჭალისთავი) — село в Грузії.
За даними перепису населення 2014 року в селі проживає 297 осіб.